# Achtersee (Süsel)
Der Achtersee ist ein See in der Gemeinde Süsel – südwestlich von Süsel, westlich des Ortsteiles Middelburg – im Kreis Ostholstein in Schleswig-Holstein.
Er liegt in der Holsteinischen Schweiz und ist umgeben von einer hügeligen Moränenlandschaft.
Der See hat eine runde Form mit einem Durchmesser von ca. 200 m, eine Größe von ca. 3,5 Hektar und eine Tiefe von ca. fünf Metern.
- Der Achtersee entwässert in den von der Schwartau durchflossenen Barkauer See.
- In den Achtersee fließt das Wasser des südöstlich gelegenen Middelburger Sees (der das Wasser des Peper See und Kohlborn sammelt).

Das Gebiet des Achtersee gehört zum Naturschutzgebiet „Middelburger Seen“.